# Strotarchus violaceus
Strotarchus violaceus là một loài nhện trong họ Miturgidae.
Loài này thuộc chi Strotarchus. Strotarchus violaceus được Frederick Octavius Pickard-Cambridge miêu tả năm 1899.